# Villa Feodora (Bad Liebenstein)

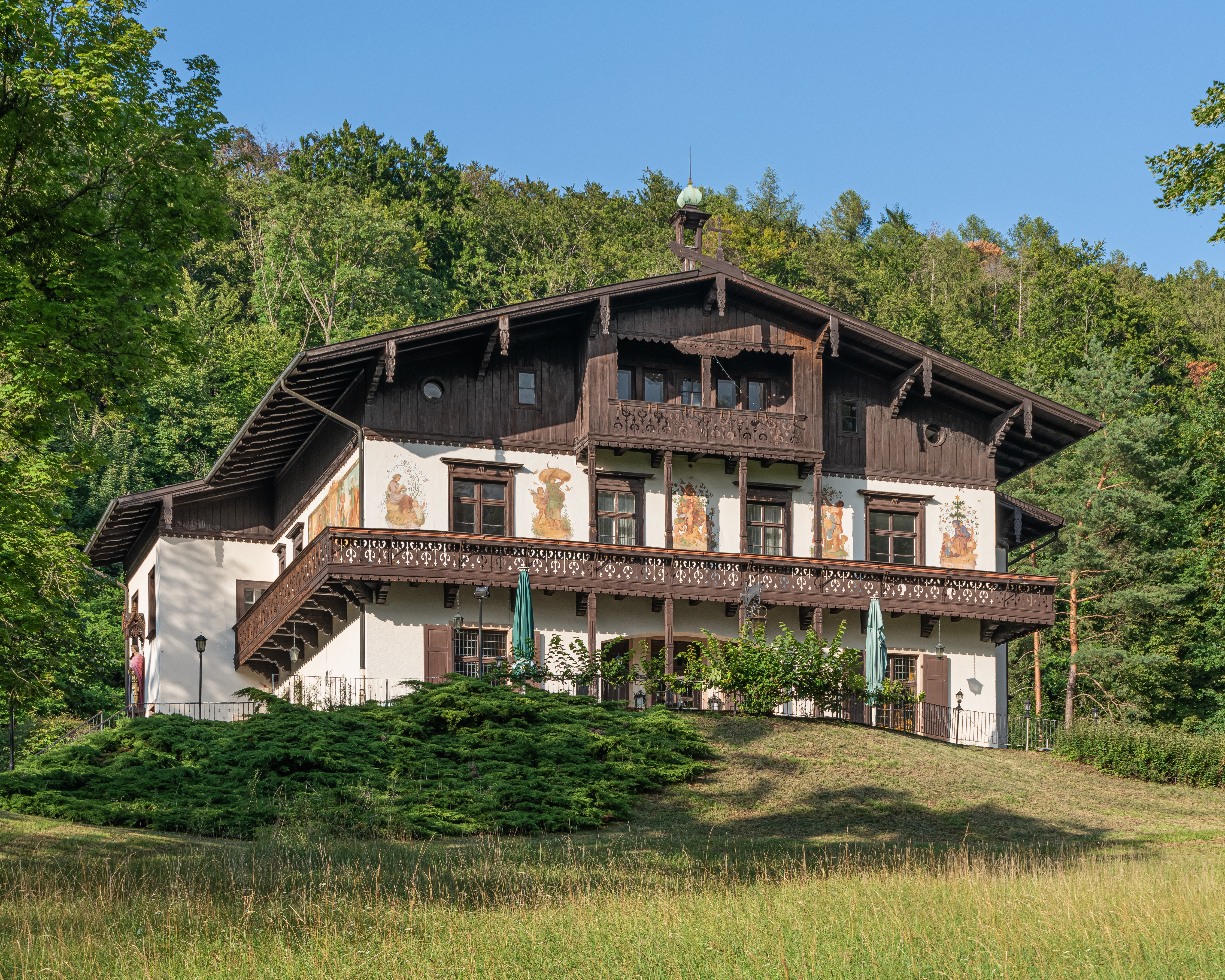
Villa Feodora

Die Villa Feodora ist eine denkmalgeschützte Villa in Bad Liebenstein im Wartburgkreis in Thüringen.

## Geschichte
Die Villa wurde 1860 für den Erbprinzen Georg II. von Sachsen-Meiningen im Stil eines Schweizer Bauernhauses erbaut, der es als Sommerresidenz und Gästehaus nutzte. Die Fassade des Bauwerks wurde reichhaltig mit romantischen Lüftlmalereien und Holzskulpturen geschmückt, die allesamt noch im Original erhalten sind. Architekt Ludwig Lange beschrieb das Gebäude so:

„Über gestaffelter Grundfläche erhebt sich das unterkellerte zweigeschossige, in verputztem Mauerwerk errichtete Gebäude mit Kniestock und Flachsatteldach. Die zur Esplanade (Südwesten) giebelständige Villa zeigt hier ihre am reichsten verzierte Fassade, geprägt durch den am Obergeschoß dreiseitig umlaufenden Balkon, die Giebellaube, die Windbretter mit Pfettenköpfen und das Glockentürmchen.“

Die Fassadenmalereien wurden von Ludwig Richter entworfen und von dem Münchner Maler Heinrich Spieß ausgeführt.
Jahrzehntelang wurde das Gebäude als Gastwirtschaft genutzt, zuletzt hatte Gerd Leinweber das Restaurant von 1995 bis 2016 geführt. 2019 wurde die Villa Opfer eines Einbruchs, es wurden Kunstgegenstände und Antiquitäten im Wert von mehreren 10.000 Euro gestohlen.
2021 wurde die Immobilie vom Freistaat Thüringen an die Stadt Bad Liebenstein übertragen, die Sanierungsmaßnahmen einleitete.
Die Villa ist Dreh- und Handlungsort des Fernsehfilms Tod am Rennsteig – Haus der Toten aus dem Jahr 2025.

## Galerie

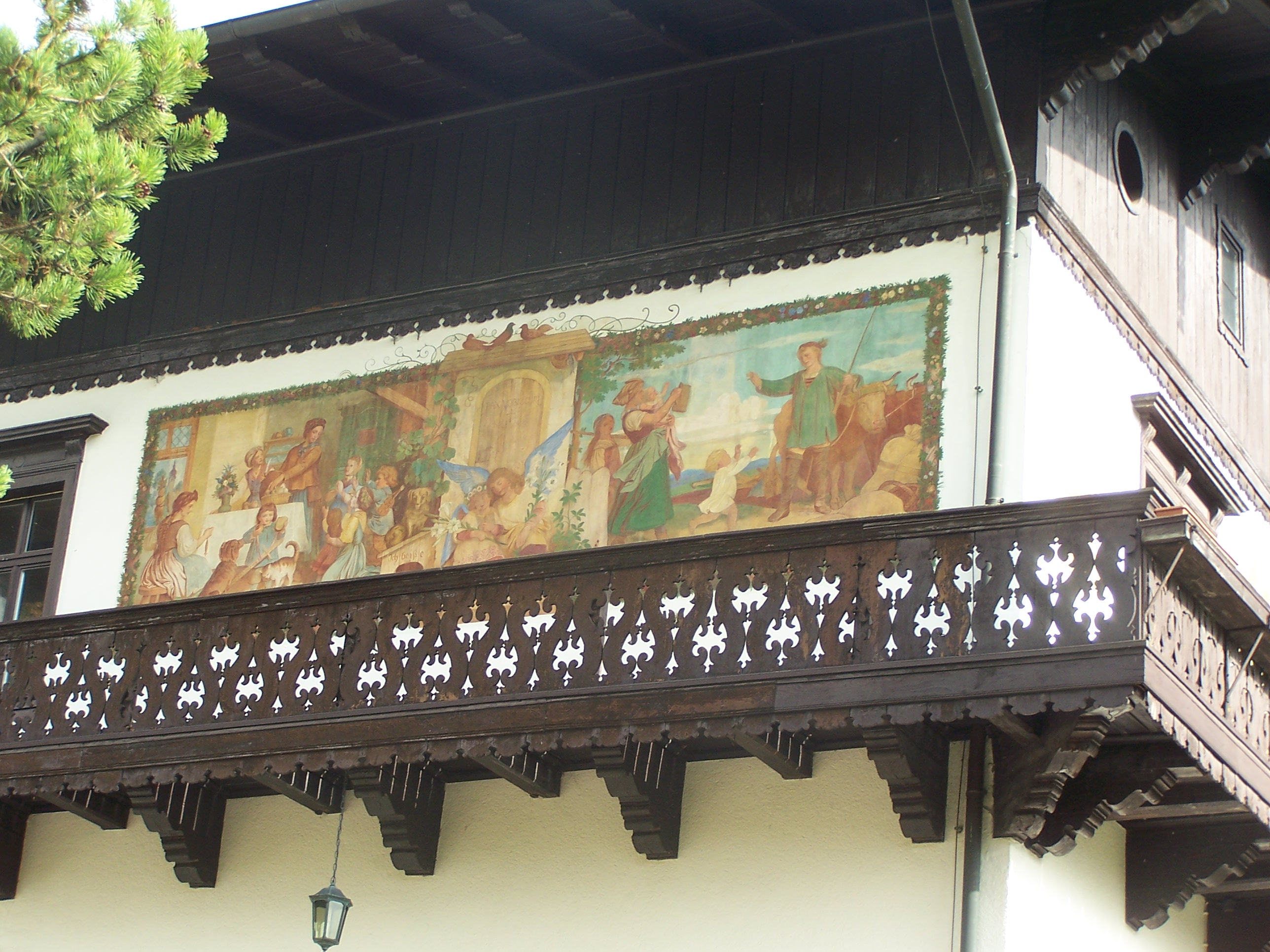
Wandmalerei
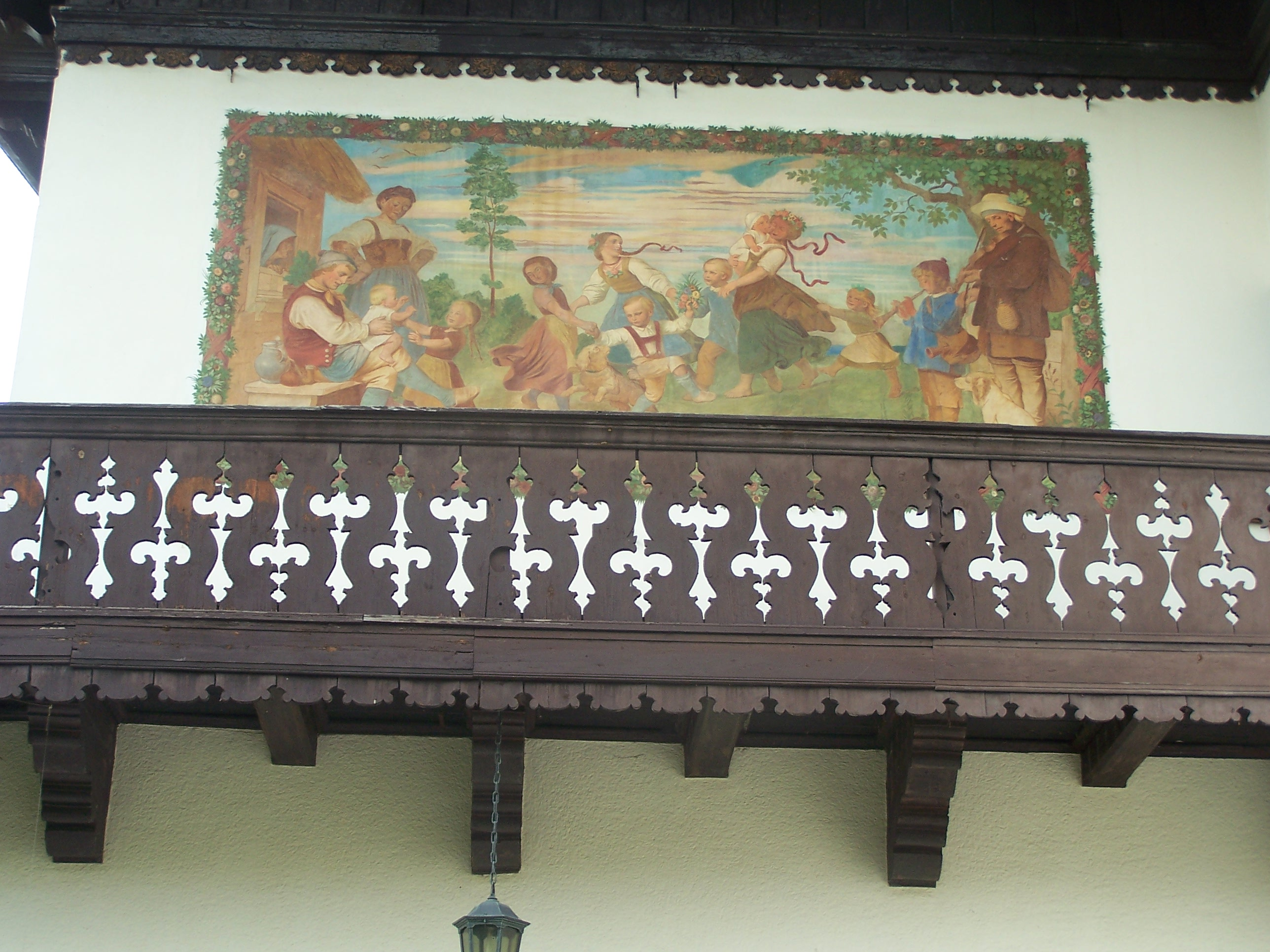
Wandmalerei Feierabend
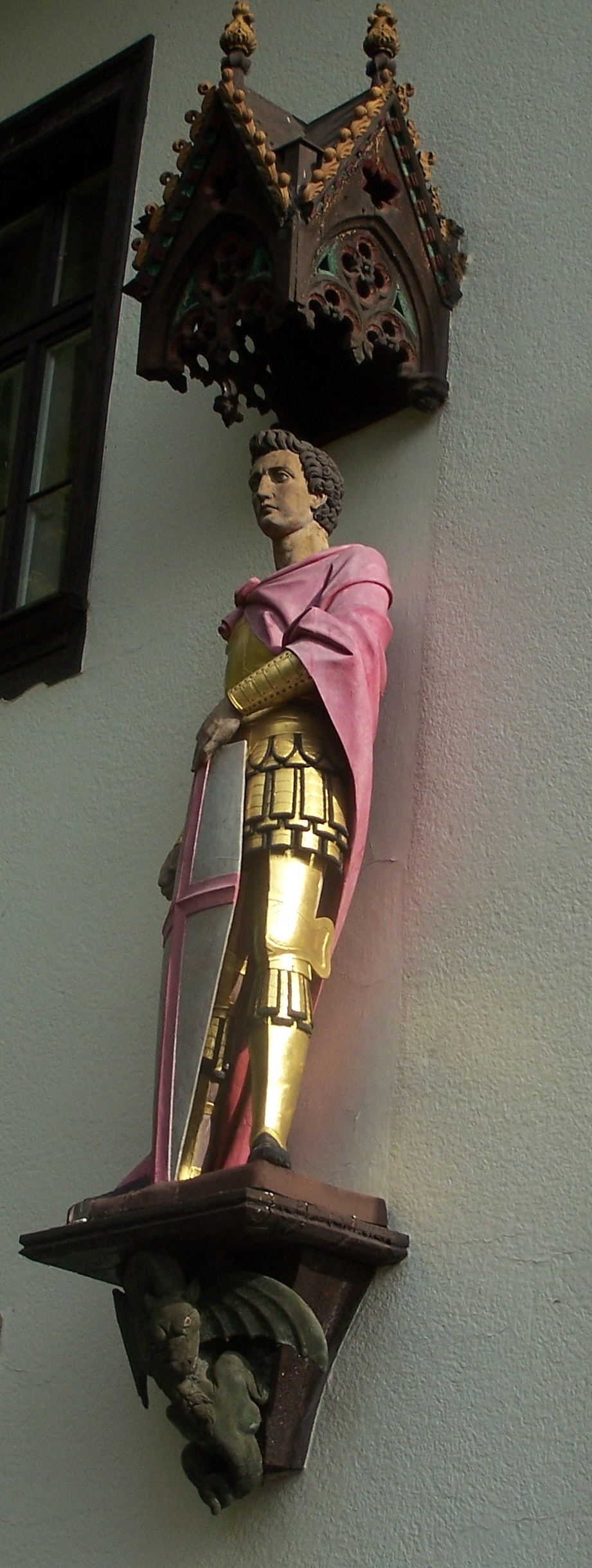
Holzskulptur
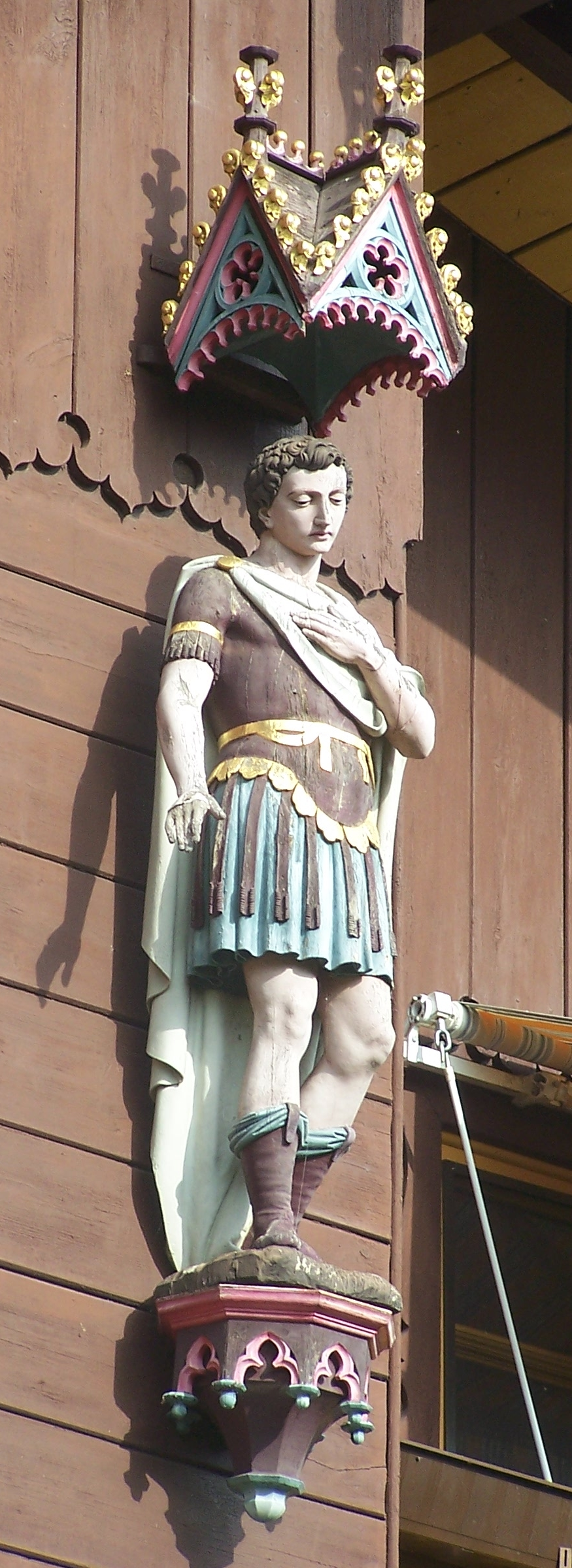
Holzskulptur